# Марсел, Ванесса
Ванесса Марсел-Джовинаццо (англ. Vanessa Marcil-Giovinazzo — произносится как /mɑrˈsɛl/; урождённая Салли Ванесса Орти англ. Sally Vanessa Ortiz; род. 15 октября 1968, Индио, Калифорния) — американская актриса. Наибольшую известность получила за исполнение ролей Бренды Барретт Каринтос в сериале «Главный госпиталь», Джины Кинкейд в «Беверли-Хиллз, 90210» и Сэм Маркес в сериале «Лас-Вегас».

## Личная жизнь
Ванесса — младшая из четырёх детей, родившихся в Индио, штат Калифорния, в семье Патрисии Марсед, продавца лечебных трав, и Питера Ортиса, подрядчика. Позже её родители расстались. Отец актрисы — мексиканец, мать — американка с французскими, итальянскими и португальскими корнями.
Марсил была замужем за актёром Кори Фельдманом с 1989 по 1993 год, хотя иногда она отрицает этот факт. К примеру, в интервью для июньского выпуска журнала «Maxim» за 2005 год, актриса сказала: «Я не была замужем за Кори. Вместе с ним я употребляла наркотики, когда была подростком». Как бы там ни было, записи о браках штата Невада указывают на тот факт, что Фельдман и Марсел поженились 6 августа 1989 года — Ванесса зарегистрирована под именем Салли Ванесса Ортис.
Марсел встречалась с Нейтаном Филлионом с 1995 по 1997, а также бывшим коллегой Брайаном Остином Грином с 1999 по 2003 года. У Марсел и Грина 30 марта 2002 года родился сын вне брака Кассиус Лиджа Марсел-Грин (англ. Kassius Lijah Marcil-Green). Также у актрисы был роман с Тайлером Кристофером.
11 июля 2010 года в Нью-Йорке Марсел вышла замуж за актёра Кармина Джовиназзо. В июне 2011 пара объявила, что ждёт своего первенца, но в декабре 2011 через Twitter Джовиназзо объявил, что у Марсел случился второй за этот год выкидыш. 17 августа 2012 года Ванесса подала на развод с Кармином. Развод был оформлен в марте 2013 года.
В апреле 2015 года Марсел сообщила, что она помолвлена с заместителем шерифа, которого она называет «MC» в социальных сетях. В январе 2018 года Марсел объявила, что она беременна их первым совместным ребёнком-девочкой после шести выкидышей.

## Карьера
Перед тем, как появиться в роли Бренды Баррет в сериале «Главный госпиталь» в 1992 году, Марсел приняла участие во многих театральных постановках. За исполнение роли актриса получила три номинации на «Эмми» (1997, 1998 и 2003), а также получила награду в 2003 году в номинации «Выдающееся исполнение женской роли второго плана». В феврале 1998 году получила премию «Soap Opera Digest Awards» в номинации «Выдающееся исполнение главной женской роли».
В 1994 году снялась в музыкальном видео «The Most Beautiful Girl In The World» Принса, а также в следующем году попала в список «50 самых красивых людей мира» по мнению журнала People. В 1996 году получила первую роль в большом кино — сыграла в картине «Скала» с Николасом Кейджем, Шоном Коннери и Эдом Харрисом.
После шести лет съёмок в «Главном госпитале», актриса покинула шоу в 1998 и снялась в телевизионном фильме «Любить, почитать и обманывать», а также получила постоянную роль в продюсерском проекте Стивена Спилберга «Невероятная случайность». В ноябре 1998 актриса присоединилась к актёрскому составу популярной молодёжной драмы «Беверли-Хиллз, 90210», где сыграла бывшую фигуристку Джину Кинкейд. В 1999 году снялась в двух независимых фильмах — «Хорошие парня спят одни» с Шоном О’Брайаном и «Пропасть между нами» с Джереми Систо.
Вернулась в «Главный госпиталь» в 2000, а затем вновь в 2002, где снималась до 2003 года. В 2001 Марсел получила почётную награду «Sojourn Service Award» за поддержку фонда «Sojourn Services For Battered Women & Their Children» за проведение серии благотворительных мероприятий и появление в программе «Колесо фортуны», доходы за участие в которой пошли в фонд. Основная задача фонда — помочь жертвам домашнего насилия, женщинам и детям, а также возвращение к нормальной жизни.
Кроме того, актриса снималась в сериала канала NBC «Лас-Вегас» в роли Саманты Маркес. Появилась в нескольких мужских журналах, таких как Stuff, FHM и Maxim. Попала на 19 место в списке «100 самых сексуальных женщин 2005 года» и на обложку выпуска, в котором публиковался список; также заняла 92 место в аналогичном списке журнала FHM за 2006 год.
Осенью 2008 года получила гостевую роль в сериале «Помадные джунгли». В ноябре 2008 становится главным судьёй и ведущей телевизионного реалити-шоу «Битва визажистов». 11 августа 2010 года вернулась на постоянной основе к роли Бренды в «Главном госпитале». Возвращение актрисы получила невероятное информационное сопровождение в связи с высокой популярностью героини, а также её семилетнего отсутствия. В данный момент, существуют неподтверждённые данные о возвращении актрисы в финал сериал из-за возможной отмены сериала осенью 2012 года.

## Фильмография

### Кино
| Телевидение | Телевидение             | Телевидение           | Телевидение      | Телевидение                                             |
| Год         | Название                | В оригинале           | Роль             | Примечания                                              |
| ----------- | ----------------------- | --------------------- | ---------------- | ------------------------------------------------------- |
| 1996        | Скала                   | The Rock              | Карла Песталоцци |                                                         |
| 1997        | Загадай желание         | 976-WISH              | Даниэль          | короткометражный фильм                                  |
| 1999        | Хорошие парни спят одни | Nice Guys Sleep Alone | Эйрин            |                                                         |
| 2000        | Пропасть между нами     | This Space Between Us | Мэгги Харти      |                                                         |
| 2002        | Хаккер                  | Storm Watch           | Тэсс Вудвард     | Альтернативные названия «Virtual Storm» и «Code Hunter» |
| 2010        | Путь Баннена            | The Bannen Way        | Мэдисон          | веб-сериал                                              |

### Телевидение
| Телевидение | Телевидение                   | Телевидение              | Телевидение             | Телевидение                                                        |
| Год         | Название                      | В оригинале              | Роль                    | Примечания                                                         |
| ----------- | ----------------------------- | ------------------------ | ----------------------- | ------------------------------------------------------------------ |
| 1992-1998   | Главный госпиталь             | General Hospital         | Бренда Барретт Коритос  |                                                                    |
| 1996        | Любить, почитать и обманывать | To Love, Honor & Deceive | Сидни Карпентер         | телевизионный фильм альтернативное название — «The Protected Wife» |
| 1997        | Невероятный случай            | High Incident            | Керри Эндрюс            | «Hot Wire» и «Remote Control»                                      |
| 1998-2000   | Беверли-Хиллз, 90210          | Beverly Hills, 90210     | Джина Кинкейд           | 37 эпизодов                                                        |
| 2000        | Главный госпиталь             | General Hospital         | Бренда Барретт Коритос  |                                                                    |
| 2001        | Спин-Сити                     | Spin City                | Чокнутая Кара           | «A Shot In The Dark, Part 2»                                       |
| 2001 2003   | Полиция Нью-Йорка             | NYPD Blue                | Детектив Кармен Оливера | «Johnny Got His Gold» и «Shear Stupidity»                          |
| 2002-2003   | Главный госпиталь             | General Hospital         | Бренда Барретт Коритос  |                                                                    |
| 2003-2008   | Лас-Вегас                     | Las Vegas                | Сэм Маркес              | 106 эпизодов                                                       |
| 2004 2005   | Расследование Джордан         | Crossing Jordan          | Сэм Маркес              | «What Happens in Vegas Dies in Boston» и «Luck Be a Lady»          |
| 2008        | Помадные джунгли              | Lipstick Jungle          | Джози Скотто            | 3 эпизода                                                          |
| 2009        | Экспресс из нянь              | The Nanny Express        | Кейт Хьюитт             | телевизионный фильм                                                |
| 2009        | Без следа                     | Without A Trace          | Ким Маркус              | 3 эпизода                                                          |
| 2009        | Одним жарким летом            | One Hot Summer           | Марагрита Сильва Сантос | телевизионный фильм                                                |
| 2010-2011   | Главный госпиталь             | General Hospital         | Бренда Барретт Коритос  |                                                                    |

## Награды и номинации
| Год  | Награда                  | Результат | Номинация                                                  | Название сериала  |
| ---- | ------------------------ | --------- | ---------------------------------------------------------- | ----------------- |
| 1994 | Дайджест мыльных опер    | Номинация | Выдающееся исполнение женской роли новичком                | Главный госпиталь |
| 1995 | Soap Opera Digest Awards | Номинация | Самая «горячая» пара (вместе с Морисом Бенардом)           | Главный госпиталь |
| 1997 | Дневная премия «Эмми»    | Номинация | Дневная премия «Эмми» за лучшую женскую роль второго плана | Главный госпиталь |
| 1997 | Soap Opera Digest Awards | Победа    | Самая «горячая» актриса                                    | Главный госпиталь |
| 1998 | Дневная премия «Эмми»    | Номинация | Дневная премия «Эмми» за лучшую женскую роль второго плана | Главный госпиталь |
| 1998 | Soap Opera Digest Awards | Победа    | Выдающееся исполнение главной женской роли                 | Главный госпиталь |
| 2003 | Дневная премия «Эмми»    | Победа    | Дневная премия «Эмми» за лучшую женскую роль второго плана | Главный госпиталь |
| 2003 | Soap Opera Digest Awards | Победа    | Самое яркое возвращение к роли                             | Главный госпиталь |